# Иранско малко коприварче
Иранско малко коприварче (Sylvia althaea) е вид птица от семейство Коприварчеви (Sylviidae).

## Разпространение
Видът е разпространен в Афганистан, Бахрейн, Индия, Иран, Китай, Казахстан, Киргизстан, Обединените арабски емирства, Пакистан, Саудитска Арабия, Таджикистан, Туркменистан, Узбекистан и Шри Ланка.